# Cadillac V-Series.R
Cadillac V-Series.R (também denominado por Cadillac V-LMDh), é um esporte protótipo projetado pela montadora americana Cadillac em conjunto com a construtora italiana Dallara . É um carro de corrida desenhado conforme o regulamento da categoria Le Mans Daytona h, tendo estreado no campeonato da IMSA SportsCar Championship na abertura da temporada na prova de resistência das 24 Horas de Daytona.  O carro também estreou no Campeonato Mundial de Endurance da FIA  temporada de 2023 pela categoria Hypercar.
O modelo Cadillac V-LMDh possui capacidade cúbica de motor de 5,5l, sendo a maior capacidade entre os veículos que estrearam na nova categoria GTP do campeonato da IMSA. É também o primeiro veículo de competição híbrido da montadora estadunidense.             
O brasileiro Pipo Derani foi piloto de fábrica da montadora americana no campeonato da IMSA temporada 2023, ao lado de Alexander Sims, pilotando o Cadillac V-Series.R LMDh.